# Campionati mondiali di spinta di skeleton 2022
I Campionati mondiali di spinta di skeleton 2022, prima edizione della competizione, si sono disputati a Lake Placid, negli Stati Uniti, il 10 e l'11 dicembre 2022.

## Medagliere
| Pos.   | Nazione     | Oro | Argento | Bronzo | Totale |
| ------ | ----------- | --- | ------- | ------ | ------ |
| 1      | Cina        | 1   | 0       | 0      | 1      |
| 1      | Stati Uniti | 1   | 0       | 0      | 1      |
| 3      | Canada      | 0   | 1       | 0      | 1      |
| 3      | Germania    | 0   | 1       | 0      | 1      |
| 5      | Regno Unito | 0   | 0       | 2      | 2      |
| Totale | Totale      | 2   | 2       | 2      | 6      |

## Risultati
| Eventi | Oro                     | Tempo | Argento                  | Tempo | Bronzo                     | Tempo |
| Uomini | Yin Zheng Cina          | 14.04 | Felix Keisinger Germania | +0.18 | Matt Weston Regno Unito    | +0.25 |
| Donne  | Mystique Ro Stati Uniti | 15.37 | Jane Channell Canada     | +0.12 | Brogan Crowley Regno Unito | +0.22 |